# Regional 1
Regional 1 — чартерная авиакомпания Канады со штаб-квартирой в городе Калгари, провинция Альберта. Является дочерним предприятием инвестиционной группы Avmax.

## История
Авиакомпания Regional 1 была основана в августе 2003 года и начала операционную деятельность в том же году с выполнения регулярных пассажирских рейсов в аэропорты западной части Канады.
11 сентября 2005 года Regional 1 закрыла своё маршрутное расписание регулярных перевозок и с этого времени полностью сосредоточилась на чартерных рейсах.
Авиакомпания совершала полёты в рамках международных гуманитарных миссий. А в 2016 году авиакомпания участвовала в эвакуации людей во время лесных пожаров.

## Маршрутная сеть

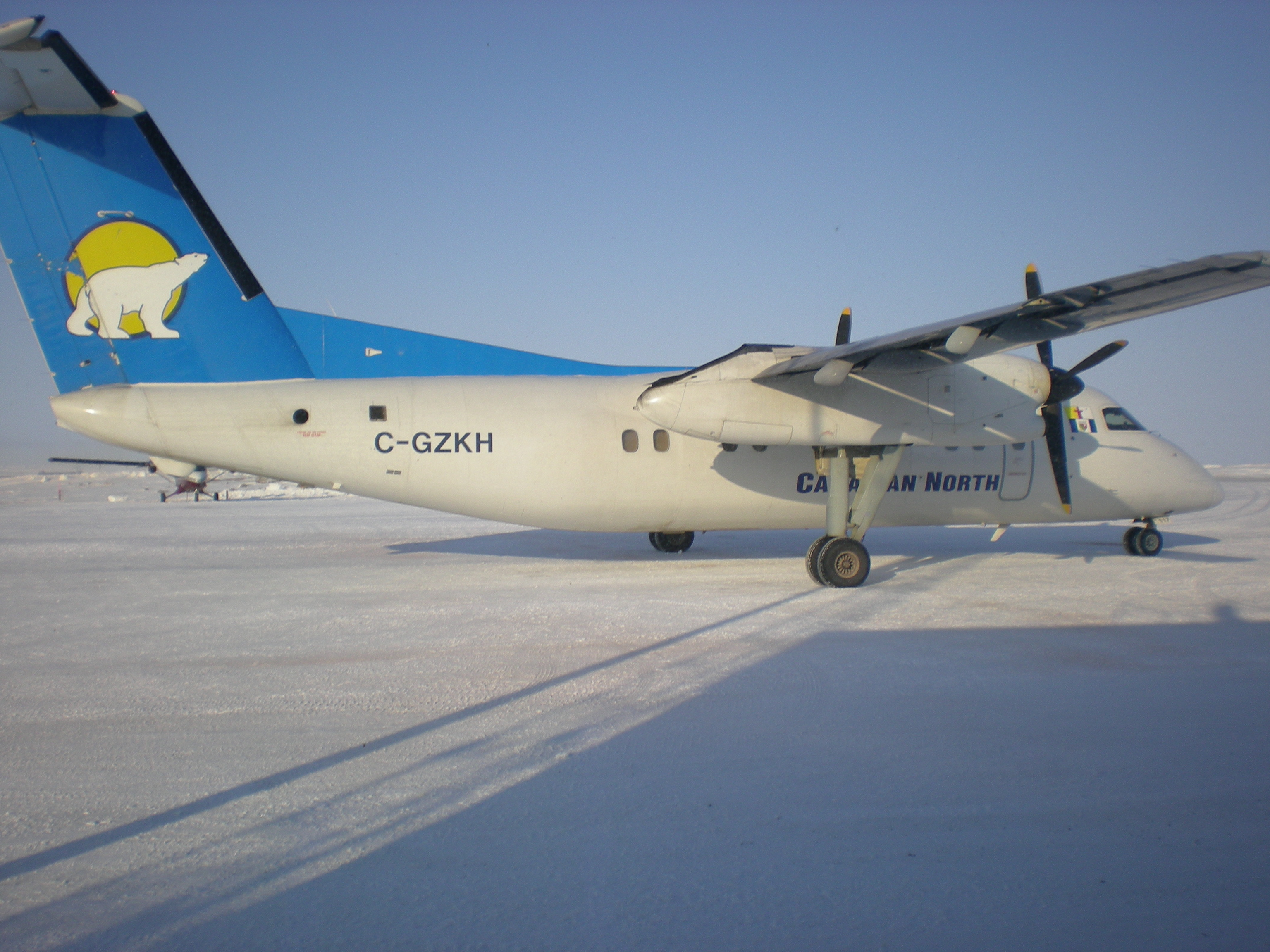
de Havilland Canada Dash 8 авиакомпании Regional 1 в лизинге у регионального перевозчика Canadian North

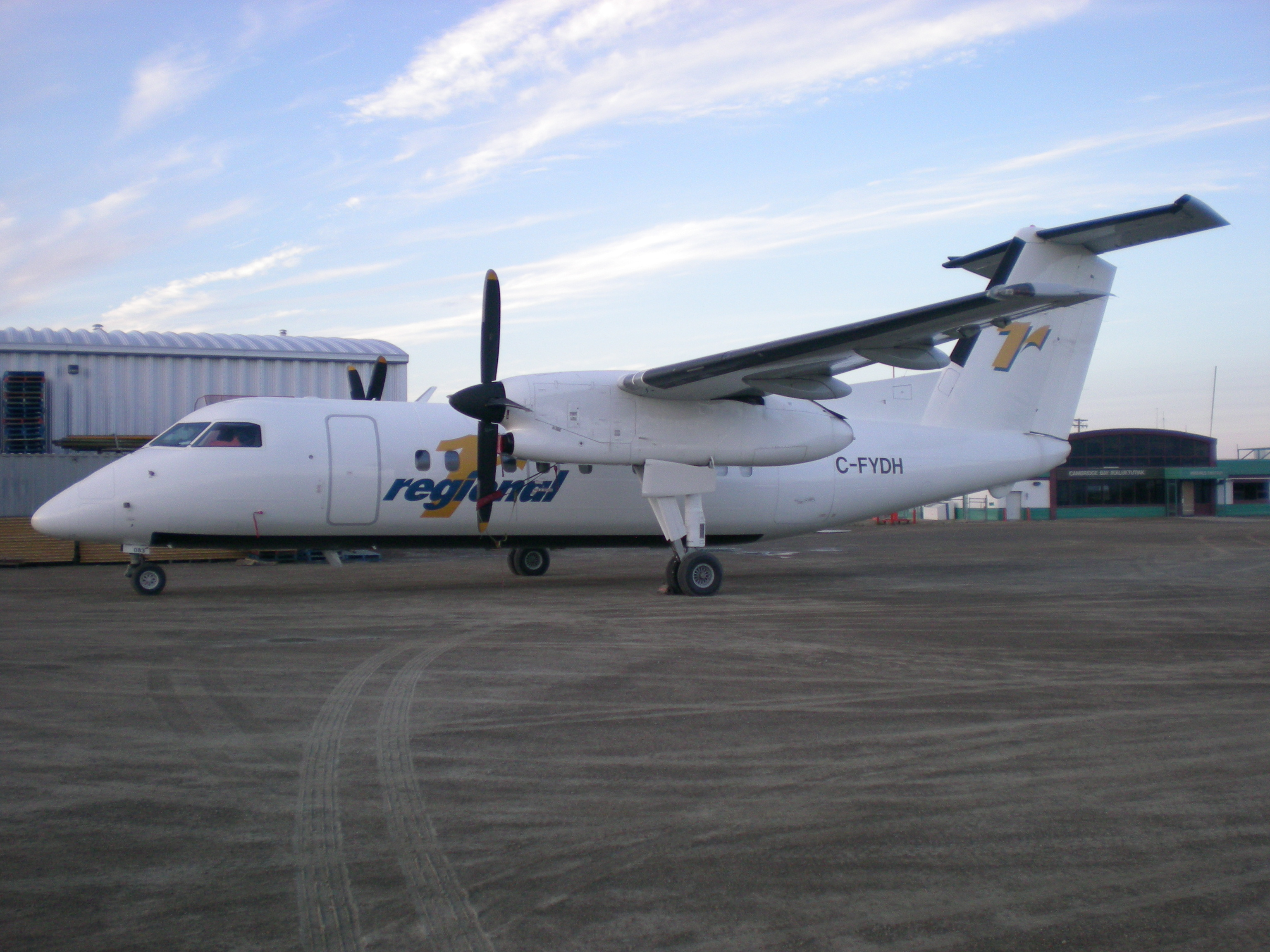
de Havilland Canada Dash 8 авиакомпании Regional 1 в аэропорту Кеймбридж-Бей

До 11 сентября 2005 года маршрутная сеть авиакомпании Regional 1 включала в себя следующие пункты назначения:
- Камлупс — Аэропорт Камлупс
- Келоуна — Международный аэропорт Келоуна
- Ред-Дир — Региональный аэропорт Ред-Дир
- Ричмонд — Международный аэропорт Ванкувер
- Виктория — Международный аэропорт Виктория

В рамках действующего в данное время чартерного соглашения с авиакомпанией Canadian North два самолёта Regional 1 находятся в мокром лизинге, работая на грузопассажирских перевозках по заказам нефте- и газодобывающих компаний.
Ранее два самолёта работали в Демократической Республике Конго, обеспечивая перевозки под Всемирной продовольственной программой миссии Организации Объединённых Наций в Республике Конго. Четыре лайнера (два Dash 8 и два DHC-6 Twin Otter) сдавались в лизинг авиакомпании Flamingo Air на Гаити вплоть до свержения Президента страны Жана-Бертрана Аристида. Авиакомпания отозвала все самолёты с Гаити после того, как один из них был захвачен в Кап-Аитьене мятежниками, которые заставили экипаж лететь в Порт-о-Пренс. При взлёте лайнер был обстрелян, но чудом не получил серьёзных повреждений.

## Флот
По состоянию на 15 ноября 2009 года воздушный флот авиакомпании Regional 1 составляли следующие самолёты:
- 5 Bombardier Dash 8 Q100 (1 самолёт в лизинге в авиакомпании Provincial Airlines)
- 2 Bombardier Dash 8 Q300 (1 самолёт находится на постоянной стоянке в аэропорту Боготы (Международный аэропорт Эль-Дорадо))

По данным официального сайта авиакомпании её руководство в настоящее время рассматривает возможность приобретения нескольких региональных самолётов Bombardier CRJ.